# Chantal Liennel
Chantal Liennel est une comédienne, poétesse et metteur en scène française, née le 12 juillet 1943 à Noyelles-Godault.

## Biographie
Chantal Liennel naît sourde le 12 juillet 1943 à Noyelles-Godault.
En 1969, elle trouve un travail chez Daniel Hechter. Deux ans plus tard, elle entre au ministère du travail à Paris et travaille au poste d'agent technique de bureau. Aujourd'hui, elle vit à Gaillac et crée la Compagnie Les Troubles-Fêtes, le 26 décembre 2011, dont elle est actuellement la présidente.

### International Visual Theatre
En 1977, Chantal Liennel est comédienne dans la première troupe d'International Visual Theatre (IVT).
En 1980, elle crée un secteur de théâtre pour les enfants sourds : « Petits IVT ». C'est à ce moment-là qu'Emmanuelle Laborit arrive dans cette association à l'âge de sept ans, et donne le surnom à Chantal Liennel : la maman du théâtre. Cette dernière fait beaucoup de pièces de théâtre, des pièces de Molière : L'Avare et le Malade imaginaire, traduites en langue des signes française.
En avril 1995, elle est invitée de Laure Adler à l'émission Le Cercle de minuit, épisode spécial sourds, en compagnie d'Emmanuelle Laborit, Rachid Mimoun, Bruno Moncelle et Jean-Claude Poulain.

## Filmographie

### Cinéma

#### Longs métrages
- 1986 : Jean de Florette de Claude Berri : Amandine
- 1986 : Manon des sources de Claude Berri : Amandine
- 1990 : Erreur de jeunesse de Radovan Tadic
- 1992 : Le Pays des sourds de Nicolas Philibert : elle-même (documentaire)
- 2001 : Une petite découverte de David de Keyzer et Henry Bonus
- 2012 : Crimes en sourdine de Joël Chalude : Josette
- 2013 : Avec nos yeux de Marion Aldighieri : elle-même (documentaire)

#### Court métrage
- 1997 : Chuut ! de Christophe Legendre[3]

### Télévision

#### Téléfilm
- 1992 : Le Droit à l'oubli de Gérard Vergez

#### Série télévisée
- 2008 : PJ : Yvonne Suarez (saison 13, épisode 2 : Contrôle parental)

## Théâtre

### En tant que comédienne
- 1978 : ][ d'Alfredo Corrado
- 1980 : 1X80 d'Alfredo Corrado
- 1982 : Les Enfants du silence de Mark Medoff, mise en scène par Pierre Brouton
- 1982 : L'Avare de Molière, mise en scène par Alfredo Corrado
- 1984 : Ednom, d'Alfred Corrado
- 1987 : L.M.S. de Didier Flory, mise en scène par Alfredo Corrado
- 1990 : Les Pierres de Gertrude Stein, mise en scène par Thierry Roisin
- 1992 : Le Malade imaginaire de Molière, mise en scène par Philippe Galant
- 1994 : Hanna de Levent Beskardes
- 1995 : Antigone de Sophocle, mise en scène par Thierry Roisin
- 1999 : La Discorde d'Olivier Dutaillis, mise en scène par Jean-Claude Penchenat
- 2000 : Une petite découverte de Jean-Claude Penchenat
- 2001 : La Folle de Chaillot de Jean Giraudoux, mise en scène par[Qui ?]
- 2006 : Actes avec ou sans paroles de Samuel Beckett, mise en scène par Sophie Loucachevsky
- 2007 : Théâtre de l'opprimé d'elle-même
- 2007 : L'Inouï Music-Hall de Philippe Carbonneaux et Serge Hureau
- 2007 : Ma parole de Jean-Yves Augros, mise en scène par elle-même
- 2008 : Pour un oui ou pour un non de Nathalie Sarraute, mise en scène par Philippe Carbonneaux
- 2008 : Le Monologue du vagin de Eve Ensler, mise en scène par Philippe Galant
- 2008 : Héritages de Bertrand Leclair, mise en scène par Emmanuelle Laborit
- 2010 : Odyssée imaginaire d'elle-même
- 2013 : Une sacrée boucherie de Pierre-Yves Chapalain et Emmanuelle Laborit, mise en scène par Philippe Carbonneaux

### En tant que metteur en scène
- 2004 : La Vie ordinaire de…
- 2007 : Ma parole

## Distinctions

### Récompenses
- Mains d'Or 1999 : meilleure comédienne
- Mains d'Or 2004 : meilleure comédienne

### Décoration
- Chevalière de l'ordre national du Mérite par le premier ministre François Fillon, en 2009